# Cheirogaleus minusculus
El lémur enano color gris acero menor (Cheirogaleus minusculus) es una pequeña especie de lémur, como todas, endémica de Madagascar. Posee hábitos nocturnos.
Su pelaje es similar al de la especie Cheirogaleus ravus, que se conoce como el lémur enano color gris acero mayor. La especie se la encuentra en la zona de Ambositra.